# Музи

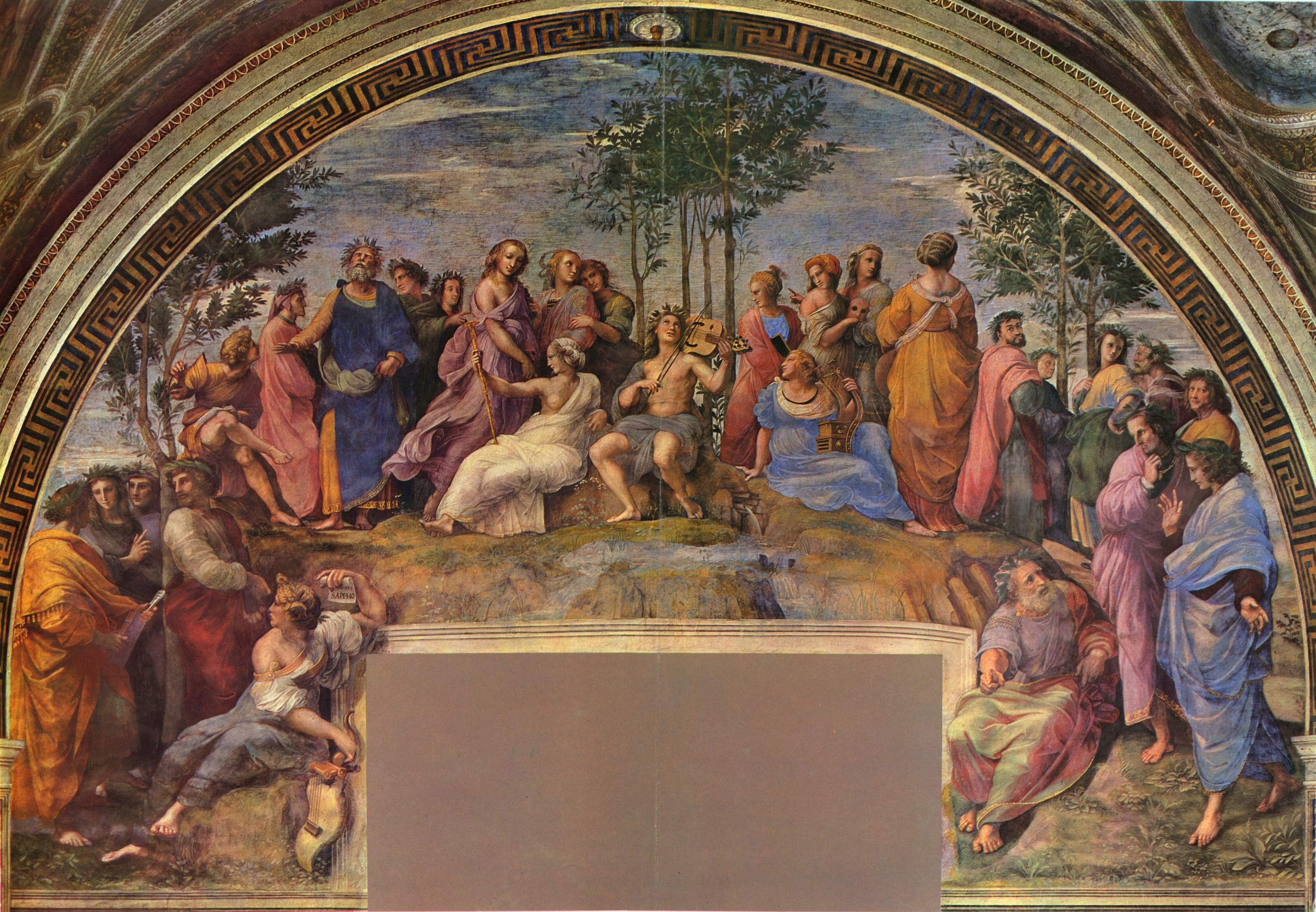
Парнас — місце проживання муз. (Станца Рафаеля)

Му́зи (дав.-гр. Μοῦσαι, Moũsai; грец. Μοῦσα) — у давньогрецькій міфології богині, покровительки поезії, мистецтв, і наук. Дочки громовержця Зевса і Мнемосіни, богині пам'яті. Народилися в Пієрії. Жили на вершинах беотійських гір Гелікон і Парнас, де б'є священне Кастальське джерело. Їхньою улюбленою оселею були узгір'я Пієрії під Олімпом. Оспівані у «Теогонії» Гесіода. Називалися за місцевостями, де мешкали: аганіпіди (від Аганіппи), аоніди, аонійські сестри, парнасиди, касталіди, гіппокреніди, пієриди, геліконіди. Спочатку кількість муз була невизначена: вони вважалися покровительками пісень і танців. Зокрема, однією з таких муз була Архе (Арха).
У пізніші часи муз стало дев'ять і кожній з них доручили певне мистецтво, яке вона повинна була особливо пильнувати. Щоб легше було розпізнати, якою галуззю мистецтва чи науки опікується муза, її зображували в скульптурах і на малюнках з постійними атрибутами. Музи мали свої храми, які називались мусейонами (від цього слова походить «музей»). Як богині співу музи були пов'язані з Аполлоном, що мав епітет Мусагет — Проводир муз. У Римі муз називали каменами.
Аоні́ди (грец. Aonides) — наймення муз, яке походить від назви частини Беотії, де був центр культу муз.
У переносному значенні музи — натхнення, творчість.
Незважаючи на те що муз 9, була ще жінка яку вважали 10 музою — Сапфо Мітиленська. 10 музою її назвав Платон.

##### Музи в музиці
- Андре Кампра опера-балет «Музи»
- П'єтро Доменіко Парадізі опера «Музи в перегонах»
- Жан Батіст Люллі опера «Музи»
- Танєєв Олександр Сергійович опера-балет «Помста Муз»
- Антуан Довернь опера «Свята Евтерпа»

## 9 муз
| Ім'я       | Ім'я                | Ім'я                 | Напрямок          |
| укр.       | грецьке             | лат.                 | Напрямок          |
| ---------- | ------------------- | -------------------- | ----------------- |
| Калліопа   | Καλλιόπη            | Calliopē, Calliopēa  | епічна поезія     |
| Евтерпа    | Εὐτέρπη             | Euterpē              | лірична поезія    |
| Мельпомена | Μελπομένη           | Melpomenē            | трагедія          |
| Талія      | Θάλεια, Θαλία       | Thalīa               | комедія           |
| Ерато      | Ἐρᾰτώ               | Eratō                | любовна поезія    |
| Полігімнія | Πολυύμνια, Πολύμνια | Polyhymnia, Polymnia | пантоміма і гімни |
| Терпсіхора | Τερψιχόρᾱ           | Terpsichorē          | танці             |
| Кліо       | Κλειώ               | Clīō                 | історія           |
| Уранія     | Οὐρανία             | Ūrania, Ūraniē       | астрономія        |